# Solo (singel Clean Bandit)
Solo – piąty singel brytyjskiego zespołu Clean Bandit, promujący ich drugi album studyjny, zatytułowany What Is Love?. Powstały przy gościnnym udziale amerykańskiej piosenkarki Demi Lovato. Singel został wydany 18 maja 2018. Twórcami tekstu utworu są Grace Chatto, Jack Patterson, Demi Lovato, Camille Purcell i Fred Gibson, natomiast jego produkcją zajęli się Chatto, Patterson, Fred oraz Mark Ralph.
„Solo” jest utrzymany w stylu muzyki EDM. Utwór był notowany na 1. miejscu na liście najlepiej sprzedających się singli w Wielkiej Brytanii oraz 58. pozycji listy najlepiej sprzedających się singli w Stanach Zjednoczonych.

## Tło
Pierwsza wiadomość o piosence została ukazana na Instagram Stories, jednej z tancerek uczestniczącej w nagrywaniu oficjalnego teledysku. 10 maja 2018 zespół muzyczny opublikował datę premiery i okładkę singla. Camille Purcell w swoim wpisie wyjawiła, że włączyła się dodatkowo w proces produkcji utworu.
W wywiadzie dla dziennika „London Evening Standard” Grace Chatto wyznała, że piosenka została zainspirowana jej przeżyciem podczas zakończenia swojego związku miłosnego. „Solo” był nagrywany przez aplikację FaceTime ze względu na różne lokalizacje, w których byli artyści.

## Występy na żywo
Utwór został dodany do setlisty koncertów Lovato w Europie w ramach trasy Tell Me You Love Me Tour. 9 czerwca 2018 zespół wraz z piosenkarką wykonali singel w ramach Capital FM Summertime Ball.

## Lista utworów
- Digital download[8]

1. „Solo” (featuring Demi Lovato) – 3:42

- Digital download – Wideboys Remix[9]

1. „Solo” (featuring Demi Lovato) (Wideboys Remix) – 3:08

- Digital download – Acoustic Version[10]

1. „Solo” (featuring Demi Lovato) (Acoustic) – 3:45

- Digital download – Ofenbach Remix[11]

1. „Solo” (featuring Demi Lovato) (Ofenbach Remix) – 3:48

- Digital download – Sofi Tukker Remix[12]

1. „Solo” (featuring Demi Lovato) (Sofi Tukker Remix) – 3:24

- Digital download – M-22 Remix[13]

1. „Solo” (featuring Demi Lovato) (M-22 Remix) – 5:15

- Digital download – Latin Remix[14]

1. „Solo” (featuring Demi Lovato) (Latin Remix) – 3:42

- Digital download – Yxng Bane Remix[15]

1. „Solo” (featuring Demi Lovato) (Yxng Bane Remix) – 3:41

- Digital download – Seeb Remix[16]

1. „Solo” (featuring Demi Lovato) (Seeb Remix) – 3:14

## Personel
Opracowano na podstawie materiału źródłowego.
- Grace Chatto – produkcja, wiolonczela, miksowanie
- Jack Patterson – produkcja, gitara, miksowanie, syntezator
- Fred – produkcja, keyboard, programowanie perkusji, syntezator
- Mark Ralph – produkcja, miksowanie
- Tom AD Fuller – inżynier miksowania
- Stuart Hawkes – inżynier masteringu
- Mitch Allan – inżynieria
- Mike Horner – inżynieria
- Camille Purcell – wokal wspierający
- Luke Patterson – perkusja
- James Boyd – altówka
- Beatrice Philips – skrzypce
- Stephanie Benedetti – skrzypce

## Notowania i certyfikaty
| Lista (2018)                                  | Najwyższa pozycja |
| --------------------------------------------- | ----------------- |
| Australia (Top 50 Singles)                    | 7                 |
| Austria (Ö3 Austria Top 40)                   | 1                 |
| Belgia (Ultratop 50 Singles, Flandria)        | 3                 |
| Belgia (Ultratop 50 Singles, Walonia)         | 1                 |
| Czechy (Rádio – Top 100)                      | 2                 |
| Czechy (Singles Digitál – Top 100)            | 1                 |
| Dania (Track Top-40)                          | 4                 |
| Finlandia (Suomen virallinen lista – Singlet) | 1                 |
| Francja (Top Singles & Titres)                | 4                 |
| Hiszpania (Promusicae)                        | 27                |
| Holandia (Single Top 100)                     | 14                |
| Irlandia (Singles Chart)                      | 1                 |
| Kanada (Billboard Canadian Hot 100)           | 14                |
| Niemcy (Media Control Charts)                 | 1                 |
| Norwegia (VG-Lista)                           | 3                 |
| Nowa Zelandia (Recorded Music NZ)             | 21                |
| Polska (AirPlay – Top)                        | 1                 |
| Portugalia (AFP)                              | 5                 |
| Słowacja (Rádio – Top 100)                    | 2                 |
| Słowacja (Singles Digitál – Top 100)          | 1                 |
| Stany Zjednoczone (Hot 100)                   | 58                |
| Szwajcaria (Singles Top 100)                  | 2                 |
| Szwecja (Sverigetopplistan)                   | 2                 |
| Węgry (Single (track) Top 40 lista)           | 1                 |
| Wielka Brytania (UK Singles Chart)            | 1                 |
| Włochy (FIMI)                                 | 16                |

| Lista (2018)                                   | Najwyższa pozycja |
| ---------------------------------------------- | ----------------- |
| Australia (Top 100 Singles)                    | 67                |
| Austria (Ö3 Austria Top 40)                    | 4                 |
| Belgia (Ultratop, Flandria)                    | 12                |
| Belgia (Ultratop, Walonia)                     | 10                |
| Hiszpania (PROMUSICAE)                         | 57                |
| Holandia (Single Top 100)                      | 38                |
| Irlandia (Singles Chart)                       | 12                |
| Kanada (Billboard Canadian Hot 100)            | 53                |
| Niemcy (Official German Charts)                | 8                 |
| Stany Zjednoczone (Hot Dance/Electronic Songs) | 9                 |
| Szwajcaria (Singles Top 100)                   | 15                |
| Szwecja (Sverigetopplistan)                    | 10                |
| Wielka Brytania (UK Singles Chart)             | 16                |
| Włochy (FIMI)                                  | 46                |

| Państwo                  | Certyfikat         |
| ------------------------ | ------------------ |
| Australia (ARIA)         | 2× platynowa płyta |
| Austria (IFPI Austria)   | platynowa płyta    |
| Belgia (BEA)             | platynowa płyta    |
| Dania (IFPI Dania)       | platynowa płyta    |
| Francja (SNEP)           | platynowa płyta    |
| Hiszpania (Promusicae)   | platynowa płyta    |
| Kanada (Music Canada)    | 2× platynowa płyta |
| Niemcy (BVMI)            | platynowa płyta    |
| Nowa Zelandia (RMNZ)     | złota płyta        |
| Polska (ZPAV)            | diamentowa płyta   |
| Stany Zjednoczone (RIAA) | platynowa płyta    |
| Wielka Brytania (BPI)    | platynowa płyta    |
| Włochy (FIMI)            | 2× platynowa płyta |

## Historia wydania
| Region            | Data            | Format                      | Wersja            | Wytwórnia | Źródło |
| ----------------- | --------------- | --------------------------- | ----------------- | --------- | ------ |
| Świat             | 18 maja 2018    | Digital download, streaming | Original          | Atlantic  | [ 8 ]  |
| Włochy            | 25 maja 2018    | Contemporary hit radio      | Original          | Warner    | [ 70 ] |
| Świat             | 25 maja 2018    | Digital download, streaming | Wideboys Remix    | Atlantic  | [ 9 ]  |
| Świat             | 15 czerwca 2018 | Digital download, streaming | Acoustic Version  | Atlantic  | [ 10 ] |
| Świat             | 15 czerwca 2018 | Digital download, streaming | Ofenbach Remix    | Atlantic  | [ 11 ] |
| Świat             | 15 czerwca 2018 | Digital download, streaming | Sofi Tukker Remix | Atlantic  | [ 12 ] |
| Stany Zjednoczone | 19 czerwca 2018 | Contemporary hit radio      | Original          | Big Beat  | [ 71 ] |
| Stany Zjednoczone | 25 czerwca 2018 | Hot adult contemporary      | Original          | Big Beat  | [ 72 ] |
| Świat             | 29 czerwca 2018 | Digital download, streaming | M-22 Remix        | Atlantic  | [ 13 ] |
| Świat             | 20 lipca 2018   | Digital download, streaming | Latin Remix       | Atlantic  | [ 14 ] |
| Świat             | 27 lipca 2018   | Digital download, streaming | Yxng Bane Remix   | Atlantic  | [ 15 ] |
| Świat             | 3 sierpnia 2018 | Digital download, streaming | Seeb Remix        | Atlantic  | [ 16 ] |